# Feldbergstraße
Die Feldbergstraße war eine Römerstraße von Nida zum Kastell am Kleinen Feldberg, dessen Badegebäude im Mittelalter als Heidenkirche bezeichnet wurde.
Die wohl deshalb auch als Heidenstraße benannte Straße nahm ihren Ursprung am Nordtor der Römerstadt und zog gradlinig über Niederursel, Weißkirchen (Bahnhof), Oberhöchstadt (Waldsiedlung), neben den Hünerbergswiesen am Osthang des Altkönigs vorbei, dort bog sie westlich über den Fuchstanz, knickte nach etwa 250 Metern in nordwestlicher Richtung ab und erreichte, wiederum gradlinig, das Südtor des Limeskastells.
Noch heute bezeichnen die Waldwege Pflasterweg und Haderweg ihren Verlauf, bezeichnenderweise ist sie noch heute über weite Strecken die Gemarkungsgrenze  zwischen Kronberg im Taunus und Oberursel.
Einige Teilstücke werden heute noch als Straßen oder Wege genutzt:
- Ausgangspunkt am Forum der Heerstraße in Heddernheim, am Friedhof bzw. Knick der Heerstraße 50° 9′ 15″ N, 8° 38′ 16″ O.
- Pflasterweg an der S-Bahn-Haltestelle Oberursel-Weißkirchen[4] 50° 10′ 23,8″ N, 8° 35′ 13,3″ O
- Pflasterweg an der Waldsiedlung in Oberhöchstadt (zwischen Oberursel und Kronberg/Taunus). 50° 11′ 7,3″ N, 8° 33′ 27,3″ O
- Am Hauburgstein, rund 260 m östlich des Ringwalls Hünerberg. 50° 12′ 8″ N, 8° 31′ 19,7″ O
- Haderweg am Kalbächer Stollen oberhalb der Hünerbergswiesen. 50° 12′ 30,9″ N, 8° 30′ 32,4″ O
- Pflasterweg am Fuchstanz. 50° 12′ 57,3″ N, 8° 28′ 4,1″ O
- Römerkastell Kleiner Feldberg. 50° 13′ 37,8″ N, 8° 26′ 40,7″ O